# Estación Hoyancos
Estación Hoyancos är en ort i Mexiko.   Den ligger i kommunen El Fuerte och delstaten Sinaloa, i den västra delen av landet, 1 200 km nordväst om huvudstaden Mexico City. Estación Hoyancos ligger 95 meter över havet och antalet invånare är 550.
Terrängen runt Estación Hoyancos är platt åt nordväst, men åt sydost är den kuperad. Runt Estación Hoyancos är det ganska glesbefolkat, med 23 invånare per kvadratkilometer. Närmaste större samhälle är El Fuerte de Montes Claros, 6,0 km norr om Estación Hoyancos. I omgivningarna runt Estación Hoyancos växer huvudsakligen savannskog.